# Бубник, Аугустин
Аугустин «Густав» Бубник (чеш. Augustin "Gustav" Bubník; 21 ноября 1928, Прага — 18 апреля 2017, там же) — чешский хоккеист, выступавший во второй половине 1940-х годов за команду «ЛТЦ Прага» и национальную сборную Чехословакии. Чемпион мира и Европы, серебряный призёр зимних Олимпийских игр в Санкт-Морице.
В период 1966—1969 годов в качестве тренера возглавлял национальную сборную Финляндии, работал тренером в чешском клубе «Зетор Брно». Член Зала славы финского хоккея (2004), член Зала славы чешского хоккея (2008).
Также известен как политик, депутат чешского парламента от Гражданской демократической партии.

## Биография
Аугустин Бубник родился 21 ноября 1928 года в Праге.
Начинал карьеру хоккеиста в 1936 году в юниорской команде сильного столичного клуба «ЛТЦ Прага», позже вошёл в основной состав и в период 1945—1950 годов неизменно становился чемпионом Чехословацкой хоккейной лиги.
В это время Бубник активно привлекался в состав национальной сборной Чехословакии по хоккею. Так, в 1948 году он удостоился права защищать честь страны на зимних Олимпийских играх в Санкт-Морице — чехословаки одержали здесь победу над всеми соперниками кроме Канады, с которой сыграли вничью, и заняли второе место, уступив канадцам только по разнице заброшенных и пропущенных шайб. Тем самым Бубник получил серебряную олимпийскую медаль, а также золотую медаль разыгрывавшегося здесь первенства Европы. В 1949 году он со своей командой победил на чемпионате мира (и Европы) в Швеции.
Бубник должен был защищать выигранный чемпионский титул на следующем чемпионате мира в Великобритании, однако после решения правительства практически в последний момент не принимать в нём участия (причиной этого явился отказ в британской визе радиокомментатору Отакару Прохазке) большая часть членов сборной была арестована прямо в ресторане, где они собрались обсудить это событие и по утверждению следствия вели антиправительственные разговоры, по подозрению в планировании побега из страны (годом ранее несколько игроков «ЛТЦ Прага» уже сбежали на Кубке Шпенглера в Давосе). Хоккеиста вместе с еще 10 членами сборной обвинили в шпионаже, измене родине, подрыве народно-демократических устоев и приговорили к 14 годам лишения свободы. В заключении он работал на урановых рудниках в Яхимове. В 1955 году его помиловали по амнистии и выпустили на свободу, и вскоре он смог продолжить свою спортивную карьеру.
В 1955—1962 годах Аугустин Бубник выходил на лёд в составе таких клубов как «Оломоуц», «Спартак Моторлет» и «Слован Братислава», где провёл последние четыре сезона своей карьеры. При этом в сборную Чехословакии он больше не вызывался ни разу. Вынужден был завершить карьеру игрока из-за травмы спины.
С 1966 по 1969 год занимал должность главного тренера национальной сборной Финляндии, став первым чехословацким тренером, возглавившим сборную другой страны. Внёс значительный вклад в развитие финского хоккея, провёл в качестве руководителя команды в общей сложности 69 матчей, в том числе возглавлял команду на чемпионате мира в Австрии, где сумел обыграть Чехословакию. Вернувшись на родину, в 1970-х и 1980-х годах тренировал чешский клуб «Зетор Брно». Привлекался в сборную Чехии в качестве помощника главного тренера.
Является членом Зала славы финского хоккея (2004) и членом Зала славы чешского хоккея (2008).
В поздние годы проявил себя как политик, участвовал в парламентских выборах 1998 года от Гражданской демократической партии и в итоге занял место в Палате депутатов, где был членом комитета по науке, образованию, культуре, молодёжи и физической культуре. На выборах 2002 года так же был успешен, оставшись в парламенте ещё на один срок. В 2010 году баллотировался в Сенат Чехии от партии Европейских демократов, но на сей раз не набрал достаточного количества голосов.
Умер 18 апреля 2017 года в Праге в возрасте 88 лет.